# Ceraeochrysa adornata
Ceraeochrysa adornata är en insektsart som först beskrevs av Marc Lacroix 1926.  Ceraeochrysa adornata ingår i släktet Ceraeochrysa och familjen guldögonsländor. Inga underarter finns listade i Catalogue of Life.